# 錫卡莫爾希爾斯 (密蘇里州)
錫卡莫爾希爾斯（英語：Sycamore Hills）是位於美國密蘇里州聖路易斯縣的村。

## 人口
根據2020年美國人口普查的數據，錫卡莫爾希爾斯的面積為0.35平方千米，皆為陸地。當地共有人口561人，而人口密度為每平方千米1,603人。